# Том Морело
Томас Баптист Морело (енгл. Thomas Baptiste Morello 30. мај 1964) је амерички музичар, певач, композитор и активиста. Он је најпознатији по свом чланству са бендом Rage Against the Machine, а затим са Audioslave. Морело је тренутно музичар на турнејама Брус Спрингстина и е стрит бенда. Он је познат по свом акустичном соло пројекту под називом The Nightwatchman, а његова последња група је, "Стрит Свипер Сошал Клаб". Морело је такође суоснивач (заједно са Серџ Танкијаном) непрофитне политичке организације Axis of Justice, која емитује месечни програм на Pacifica Radio станице КПФК (90.7 ФМ) у Лос Анђелесу.
Рођен у Харлему, Њујорк, а одрастао у Либертивил, Илиноис, Морело је постао заинтересован за музику и политику, док је био у средњој школи. Похађао је Универзитет Харвард и стекао диплому у друштвеним наукама. Након што је његов претходни бенд Lock Up расформиран, Морело се састао са Зак де ла Рочом, а њих двојица су основали Rage Against the Machine заједно. Група је постала једна од најпопуларнијих и најутицајнијих рок група из 1990-их.
Он је најпознатији по свом јединственом и креативном стилу сврања гитаре, која обухвата повратну буку, неконвенционално трзање и тапинг, као и доста коришћења ефеката гитаре. Морело је такође познат по својим левичарским ставовима и активизма политичких; његова креација пројекта The Nightwatchmanпонудила је испољавање његових ставова, док је свирао аполитичну музику са Аудиославе. Он је на 40. месту листе Ролинг стоун часописа "100 највећих гитариста свих времена".